# Antonio Pacini (umanista)
Antonio Pacini, detto Tudertino (Castelvecchio, ... – Todi, 1489), è stato un umanista e letterato italiano.

## Biografia
Nato all'inizio del XV secolo a Castelvecchio, nel territorio di Todi, studiò a Firenze sotto Francesco Filelfo per poi divenire tutore di Giovanni de' Medici, secondogenito di Cosimo. In seguito si avvicinò agli ambienti della Curia romana.
Fu traduttore di sei delle Vite parallele di Plutarco (Timoleone, Camillo, Mario, Fabio Massimo, Pelopida, Teseo), di Gregorio Nazianzeno e di Luciano, e compose una Oratio in laudem Florentiae.
Dal 1442 insegnò poetica e retorica allo Studio di Firenze. Nel 1450 tornò a Todi, dove fu fondatore dell'Accademia dei Convivanti e fu precettore di Bartolomeo d'Alviano.
Morì nel 1489 e venne sepolto nella chiesa di San Nicolò.